# Chloroclystis clerci
Chloroclystis clerci är en fjärilsart som beskrevs av Krulikovski 1891. Chloroclystis clerci ingår i släktet Chloroclystis och familjen mätare. Inga underarter finns listade i Catalogue of Life.